# Castello di Larciano

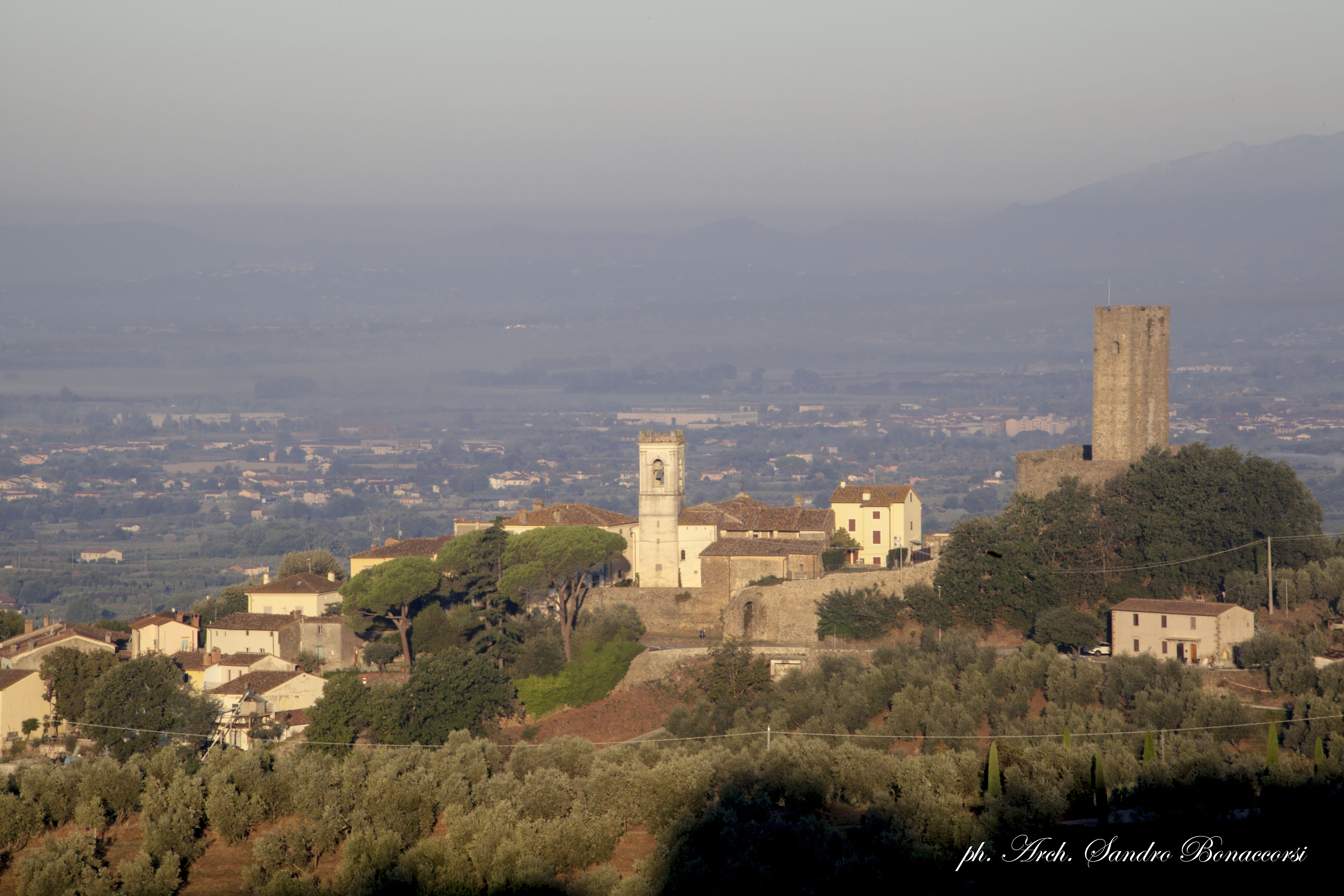
Vista del borgo verso la Valdinievole

Il castello di Larciano è un monumento di Larciano (Pistoia).
Si tratta di una fortificazione che sorge sulle pendici del Montalbano a 165 metri sul livello del mare, utilizzata dai pistoiesi nel medioevo come torre di avvistamento. Dalla cima del maniero, infatti, poteva essere osservato chiaramente il castello di Cecina di Larciano, e da questo, quelli di Montevettolini e di Monsummano, via via fino al forte di Serravalle Pistoiese, quest'ultimo posto sul colle a cavallo fra la Valdinievole e la piana di Firenze, Prato e Pistoia.
Oggi la torre ospita il Museo Civico Archeologico di Larciano Castello dove sono esposti reperti provenienti dalla Valdinievole orientale e che risalgono alla Preistoria e al tardo Rinascimento.

## Storia
Il castello di Larciano risale al X secolo ed è stato edificato per volontà della famiglia dei conti Guidi, di origine longobarda, che aveva importanti possedimenti non solo in Valdinievole, ma anche in diverse zone della Toscana.
Il sito dove sorge la fortificazione ha ospitato in epoche precedenti una villa etrusca e successivamente una villa romana. Nel 927 il capostipite dei Guidi, il conte Tegrimo fece costruire una torre alta 40 metri (la stessa che fa ancora parte della fortificazione) da utilizzare come struttura di guardia della Valdinievole.

### Il Duecento
Nel 1225, i quattro figli di Guido Guerra di Modigliana, vendettero il castello di Larciano al Comune di Pistoia per la somma di 6.000 lire di conio pisano. La popolazione di Larciano divenne suddita del Comune di Pistoia, ritrovandosi obbligata al versamento annuo di una forte somma alla città.
Il Comune di Pistoia però investì le risorse nella fortificazione dell’edificio fatto costruire dai conti Guidi. Il vecchio castrum venne chiuso da una più solida cortina muraria fortificata (della lunghezza di un chilometro), fornita di bertesche e torri (che oggi non esistono più), con due porte denominate del Bagno e di San Marco. Dalla torre merlata le guardie avevano il controllo del padule, il bacino dell’Arno e la via Francigena che dalla Valdinievole risaliva il Montalbano in direzione di Firenze. Larciano divenne il principale baluardo difensivo meridionale di Pistoia.

### Il Trecento
Nel 1302 le città guelfe di Firenze e Lucca si coalizzarono contro Pistoia ghibellina e assediarono il castello di Serravalle. Anche Larciano, come altri castelli minori, cadde sotto l'assedio delle truppe fiorentine, alleate con quelle lucchesi. Nel 1310 per recuperarlo, Pistoia dovette pagare 10.000 fiorini d'oro. Quando, nel 1391, un comune pericolo, la possibile calata in Toscana di Gian Galeazzo Visconti, accomunò fiorentini e pistoiesi, il castello divenne una base comune ai due eserciti che, grazie all'opposizione militare e alle sue guarnigioni, riuscirono a resistere all’esercito di cavalieri e fanti lombardi.

### Il Quattrocento
Nel 1401, Pistoia si sottomise definitivamente a Firenze e Larciano divenne sede di una delle podesterie nelle quali fu diviso questo territorio. La campagna che non dipendeva dalla «Montagna superiore» sarebbe stata da allora in poi possesso fiorentino a tutti gli effetti, cioè sottomesso alla giurisdizione tributaria di Firenze, e quattro sarebbero state le podesterie che la dovevano riunire: Serravalle, Larciano, Tizzana e Montale. Fu un assetto definitivo, che si sarebbe mantenuto inalterato lungo le epoche successive.
In quegli anni Firenze eresse nella piazza di Larciano una colonna a guisa di stele in cima alla quale venne posto il Marzocco, ovvero un leone seduto che regge con la zampa destra lo scudo gigliato simbolo di Firenze. Il Marzocco che si trova ancora nella piazza di fronte al castello è decapitato. La tradizione vuole che la decapitazione della testa del leone sia stata dovuta a lontane e accese rivalità tra Larciano e il vicino borgo di Cecina.

### Il Settecento e l’Ottocento
Fra il 1772 e il 1774 il ramo cadetto austriaco padrone di Firenze decretò un ulteriore assetto amministrativo delle terre pistoiesi. Soppresse la podesteria di Larciano subordinandolo al tribunale di Serravalle pistoiese e lo unì alla municipalità di Lamporecchio. Alla fine dell’Ottocento, il governo  di Francesco Crispi decretò la prima legge istitutiva dei comuni e Larciano fu distaccata da Lamporecchio, per avere la sua definitiva autonomia amministrativa costituita con sede nella frazione di San Rocco, in pianura.

## L’architettura
Il castello di Larciano presenta una configurazione attuale che risale al XIII secolo e all’opera dei proprietari pistoiesi che al momento dell’acquisto ne aumentarono le caratteristiche difensive.
Le mura si sviluppavano lungo un perimetro di circa 1050 metri e parte del circuito è ancora intatto e visitabile.
Nell’antichità le mura erano guarnite da robuste torri in corrispondenza delle tre porte, e di una, la principale, sul punto più alto del castello. Oggi delle quattro torri rimane soltanto quella più alta, circondata dal cassero. Oggi tutte le pareti divisorie interne sono andate perdute. Al centro del cortile si trova, ancora funzionante, l'antica cisterna per l'acqua. Per accedere al castello, esistevano, come esistono tuttora, tre porte orientate verso l’unica piazza, dalle quali partivano tre strade che si andavano a convergere nella piazza principale. Le mura e le porte si presentano ancora in buono stato di conservazione. Originariamente la struttura era munita di un camminamento sopraelevato che collegava i quattro posti di guardia sistemati agli angoli.
All’interno del perimetro del cassero, è stata allestita un’area museale, dove è conservata una collezione di reperti archeologici, risalenti al periodo compreso tra l’età preistorica e quella rinascimentale. Ancora oggi è possibile salire i circa 200 gradini della torre e godere del panorama.

## Eventi
Ogni anno il borgo di Larciano Castello ospita la tradizionale ‘Festa Medievale’. Si tratta di una rievocazione storica curata dall’Associazione pro loco di Larciano con il patrocinio del Comune di Larciano. Gli attori in abiti medievali sfilano per le strade del borgo allestite per l’occasione. I visitatori hanno l’occasione di imbattersi in guerrieri pronti a duellare, menestrelli e sbandieratori, ma anche nobili, dame, cavalieri e arcieri.
L'appuntamento torna ogni anno per far rivivere le atmosfere medievali all'interno dell’antica struttura adagiata alle pendici del Montalbano. L’evento clou è il Palio De lo Marzocco con giochi che risalgono all’epoca medievale.